# Freak show

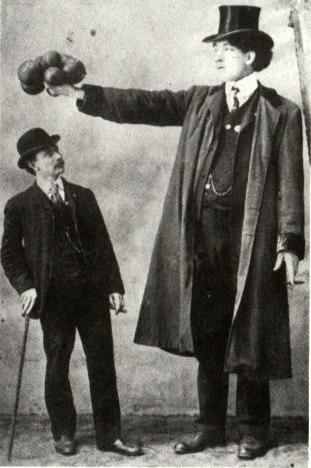
Fotografía del gigante de freak show Edouard Beaupré (1900).

Freak show (traducido del inglés como: espectáculo de fenómenos) es un tipo de espectáculo de variedad que presenta rarezas biológicas. Un freak show puede mostrar individuos con capacidades o características físicas inusuales, sorprendentes o grotescas; enfocándose también a la presentación de las artes circenses,  demostraciones atléticas y diferentes performances de habilidades singulares. El freak show puede ser considerado un formato complementario de otros espectáculos similares como los circos, carnavales, ferias,  espectáculos de vodevil y dime museums.

## Historia

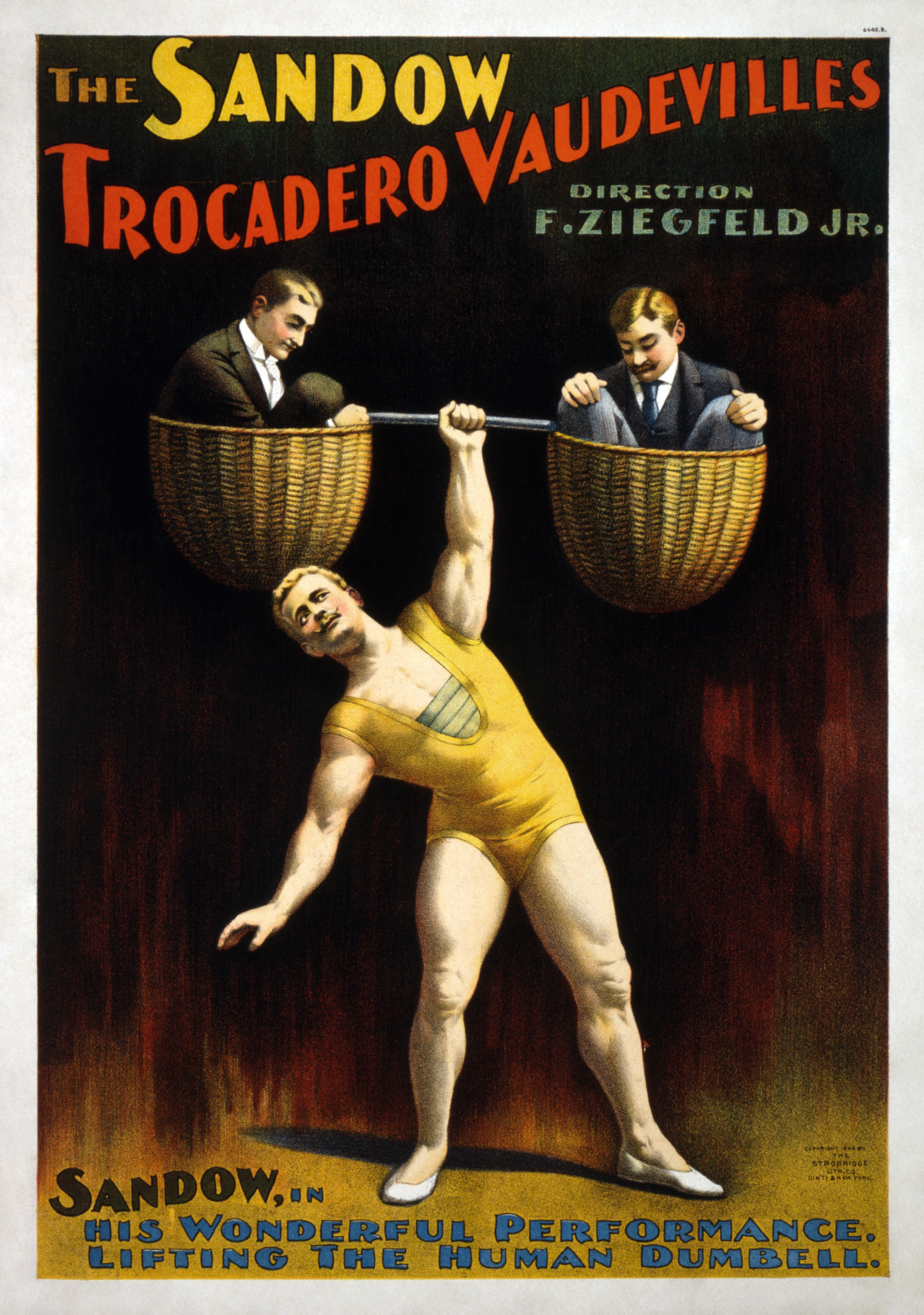
Cartel promocional de The Sandow Trocadero Vaudevilles presentando a Eugen Sandow (1894).

Las primeras exhibiciones de rarezas humanas pueden ser localizadas en la Inglaterra del siglo XVII, presentándose en plazas públicas como espectáculos viajeros. Los freak shows del siglo XVII incluían la presentación de personas con diferentes padecimientos médicos que les producían malformaciones o mutaciones, además de personas con problemas metabólicos que padecían de enanismo, gigantismo, obesidad o hirsutismo. En la Era Victoriana, los freak shows se convierten en un componente fundamental de los espectáculos viajeros como los carnavales y los circos, presentando normalmente:
- Individuos con alteraciones genéticas o padecimientos médicos (obesidad, raquitismo, hirsutismo, enanismo, gigantismo, intersexualidad, policefalia, órganos supernuméricos, albinismo, androginia, siameses, amputaciones y malformaciones óseas).
- Rarezas étnicas (personas de diferentes nacionalidades y razas, faquires, mujeres extranjeras, viajeros mundiales, exploradores y colecciones de artefactos extranjeros).
- Personas con capacidades físicas inusuales y demostraciones atléticas (fuerza superior, elasticidad, acrobacia, salto insólito y contorsionismo).
- Espectáculos con animales entrenados (perros, leones, tigres, osos, caballos, canguros o elefantes, además de circos con pulgas).[4]
- Extravagancias (poseedores de récords mundiales, cabello largo, uñas largas, mujeres de facciones hermosas, personas de gran musculatura y personas con gran cantidad de tatuajes o piercings).
- Espectáculos complementarios y artes circenses (burlesque, travesty, minstrel, magia, ventriloquia, escapismo, lanzamiento de cuchillos, tragasables, tragafuegos, montajes del Wild west y medicine shows).

Durante la era victoriana son reconocidos popularmente los freak shows del empresario Tom Norman y los freak shows que presentaban a Joseph Merrick "El Hombre Elefante". A partir del siglo XIX, los freak shows se convierten en un tipo de espectáculo complementario que formaba parte del vodevil (un formato de teatro de variedades popular en Estados Unidos) y los dime museums (museos ambulantes que mostraban colecciones y personas con características inusuales a cambio de un dime). En los freak shows estadounidenses sobresalieron las populares exhibiciones ofrecidas por el empresario Phineas Taylor Barnum, quien, entre sus presentaciones mostraba personas con anormalidades genéticas, personas con enanismo, siameses y concubinas extranjeras de gran belleza (bellezas circasianas). Barnum presentó predominantemente sus exhibiciones a mediados del siglo XIX, en tiempos de la Guerra de Secesión. En el siglo XX, antropólogos como Robert Ripley, se convierten en famosos coleccionistas de rarezas étnicas mundiales.